# Allsvenskan 1957-1958 (pallamano maschile)
La Allsvenskan 1957-1958 è stata la 27ª edizione del massimo campionato svedese di pallamano maschile.

Esso venne organizzato dalla Svenska Handbollförbundet, la federazione svedese di pallamano.

Il torneo fu vinto dal Redbergslids IK per la quinta volta nella sua storia.

A retrocedere in seconda serie furono l'IFK Kristianstad e l'IFK Borås.

## Formula
Il torneo fu disputato con la formula del girone unico all'italiana con partite di andata e ritorno.

Al termine della stagione la prima squadra classificata fu proclamata campione di Svezia mentre le ultime due classificate furono retrocesse in seconda serie.

## Classifica finale
|                   | Pos. | Squadra          | Pt | G  | V  | N | P  | GF  | GS  | DR   |
| ----------------- | ---- | ---------------- | -- | -- | -- | - | -- | --- | --- | ---- |
| Svezia (bandiera) | 1.   | Redbergslids     | 31 | 18 | 15 | 1 | 2  | 393 | 304 | +89  |
|                   | 2.   | Örebro SK        | 28 | 18 | 14 | 0 | 4  | 374 | 306 | +68  |
|                   | 3.   | IK Heim          | 23 | 18 | 11 | 1 | 6  | 376 | 347 | +29  |
|                   | 4.   | IFK Malmö        | 22 | 18 | 10 | 2 | 6  | 389 | 367 | +22  |
|                   | 5.   | H 43 Lund        | 21 | 18 | 10 | 1 | 7  | 330 | 342 | -12  |
|                   | 6.   | AIK              | 17 | 18 | 7  | 3 | 8  | 355 | 357 | -2   |
|                   | 7.   | IFK Karlskrona   | 13 | 18 | 6  | 1 | 11 | 307 | 336 | -29  |
|                   | 8.   | Lundens BK       | 21 | 22 | 0  | 0 | 0  | 0   | 0   | 0    |
|                   | 9.   | IFK Kristianstad | 9  | 18 | 4  | 1 | 13 | 354 | 388 | -34  |
|                   | 10.  | IFK Borås        | 4  | 18 | 2  | 0 | 16 | 302 | 420 | -118 |

## Campioni
| Campione di Svezia 1957-1958 |
| ---------------------------- |
| Redbergslids IK 5º titolo    |

## Verdetti
- Redbergslids IK: Campione di Italia 1957-1958 e qualificato in Coppa dei Campioni 1958-1959.
- IFK Kristianstad e l'IFK Borås: retrocesse in seconda serie.